# الموود (تنسی)
الموود (به انگلیسی: Elmwood) یک منطقهٔ مسکونی در ایالات متحده آمریکا است که در شهرستان اسمیت، تنسی واقع شده‌است. الموود ۱۵۶٫۰۶ متر بالاتر از سطح دریا واقع شده‌است.